# Discobola caledoniae
Discobola caledoniae är en tvåvingeart som först beskrevs av Alexander 1948.  Discobola caledoniae ingår i släktet Discobola och familjen småharkrankar. Inga underarter finns listade i Catalogue of Life.